# 케이머그
케이머그(KMUG: Korean Macintosh User Group)는 알파벳 이니셜 약자로 대한민국에서 애플 매킨토시를 사용하는 사용자들의 모임 줄임말이다. 그 시작은 케이머그의 운영자인 김영권이 개인적으로 만든 것으로 2000년 3월 1일 애플 관련 사이트를 모아서 볼 수 있는 '맥링크' (www.maclink.co.kr)라는 사이트가 케이머그의 시초인데 그 당시 야후 (www.yahoo.com)의 디렉토리(Directory) 검색 서비스를 참고하여 맥링크 사이트가 제작되었다.
사이트 맥링크 제작 이후 2002년 3월 맥링크를 운영하면서 느낀 부족한 점을 보완 및 수정해서 만들어진 사이트가 지금의 케이머그이다.
초창기 케이머그의 주된 내용은 애플 공식 뉴스와 애플 맥관련 컬럼, 관련 업계 동향을 파악할 수 있는 뉴스게시판과 매킨토시 각각의 기종별 커뮤니티 사이트로 되어 있다. 또, 애플 맥관련 하드웨어, 소프트웨어 관련 질문과 답변을 할 수 있는 게시판과 각종 자료실, 사용자들끼리 애플 제품을 팔고 살수 있는 중고장터, 국내 및 국외의 매킨토시 관련 사이트 검색, 맥을 사용하여 DTP 편집을 할 수 있는 사람을 찾는 구인, 구직 사이트와 애플 제품의 시작인 1976년부터 현재까지 애플의 역사를 정리한 내용과 Apple1부터 최신 기종까지의 상세 스펙을 알 수 있는 애플의 역사로 구성되어 있다.
초창기 케이머그는 개인적으로 만들어 운영하였으나 사이트의 방문객 증가와 운영에 따른 비용 상승으로 2003년 비욘드테크라는 회사와 함께 케이머그를 확장 운영하게 되었다. 2004년 케이머그 온라인 쇼핑몰을 오픈 운영하였고, 2007년 애플 공인 서비스 센터 (Apple Authorized Service Providers) 오픈과 온라인 수리 접수 시스템을 도입했다.
2008년 애플 공식 판매점이 (Apple Premium Reseller) 되었으며 이후 3개의 매장이 운영되고 있다. 2013년에는 케이머그 매거진 (KMUG Magazine)을 창간하여 1호부터 12호까지는 온라인으로 서비스되었고 이후 51호까지는 온라인과 오프라인 종이책으로 발행했다. 
2003년부터 2020년까지 케이머그는 비욘드테크와 함께 운영되었어나 운영방식의 차이로 인해 분리 독립하여 운영되고 있다. 기존의 영리 목적의 서비스는 (www.kmug.co.kr) 비욘드테크가 하고 있으며, 뉴스와 커뮤니티는 맥링크부터 케이머그를 운영하던 김영권이 케이머그닷컴 (www.kmug.com) 을 만들어 계속 운영하고 있다.

## 역사
2000년 3월 1일
맥링크 시작

2001년 1월
맥링크 운영

2002년 3월
케이머그 시작

2002년 8월
케이머그 오픈

2003년 9월
케이머그X비욘드테크 공동운영

2004년 7월
케이머그 온라인 쇼핑몰 오픈

2007년 7월
애플 공인 서비스 센터 오픈

2008년 12월
애플 공식 판매점 오픈

2013년 7월
KMUG Magazine 창간

2020년 3월
케이머그X비욘드테크 분리독립

2020년 3월 1일
케이머그닷컴 오픈